# Sorvilier
Sorvilier é uma comuna da Suíça, situada na região administrativa de Jura Bernense, no cantão de Berna. Tem 7,02 km² de área e sua população em 2018 foi estimada em 283 habitantes.